# Montrose (Iowa)
Montrose és una població dels Estats Units a l'estat d'Iowa. Segons el cens del 2000 tenia 957 habitants.

## Demografia
Segons el cens del 2000, Montrose tenia 957 habitants, 374 habitatges, i 255 famílies. La densitat de població era de 329,9 habitants/km².
Dels 374 habitatges en un 31,8% hi vivien nens de menys de 18 anys, en un 54,5% hi vivien parelles casades, en un 9,4% dones solteres, i en un 31,8% no eren unitats familiars. En el 29,9% dels habitatges hi vivien persones soles el 16% de les quals corresponia a persones de 65 anys o més que vivien soles. El nombre mitjà de persones vivint en cada habitatge era de 2,44 i el nombre mitjà de persones que vivien en cada família era de 3.
Per edats la població es repartia de la següent manera: un 24,3% tenia menys de 18 anys, un 7% entre 18 i 24, un 25,3% entre 25 i 44, un 24,7% de 45 a 60 i un 18,7% 65 anys o més.
L'edat mediana era de 41 anys. Per cada 100 dones de 18 o més anys hi havia 84,2 homes.
La renda mediana per habitatge era de 35.341 $ i la renda mediana per família de 40.865 $. Els homes tenien una renda mediana de 30.855 $ mentre que les dones 21.845 $. La renda per capita de la població era de 17.010 $. Entorn del 7% de les famílies i el 8,9% de la població estaven per davall del llindar de pobresa.

## Poblacions més properes
El següent diagrama mostra les poblacions més properes.